# 桃花台線のあり方検討会
桃花台線のあり方検討会（とうかだいせんのありかたけんとうかい）は、愛知県が同県小牧市で運行されていた新交通システム「桃花台線」（2006年10月1日で廃止）の現状分析および今後の方向性を同県知事に提言するために設置した有識者会議。事務局は同県企画振興部交通対策課に置き、2004年7月26日に設置された。岐阜大学教授竹内伝史を委員長とし、監査法人トーマツの足立政治をオブザーバーに迎え、県庁職員および小牧市役所職員、桃花台新交通（同線運行会社）常務などを含む全14名の委員で構成されていた。2005年3月30日に同県知事神田真秋（当時）に提言を提出。その後同会は解散した。

## 提言要約
巨額の公的資金投入に伴い2003年から実施された桃花台新交通の経営改善策に対して、同会は、人件費削減などによる経費削減について一定の評価をしつつも、運賃を下げたが利用者が微増にとどまったことで、結果的に収支が以前よりも悪くなったことを指摘。更に利用者としてもっとも想定された桃花台ニュータウンにおける利用率が極めて低いことや、ニュータウンの人口が当初の計画よりも低く留まることなどを挙げ、存続が非常に困難であるとした。
しかし桃花台ニュータウンの住人が利用する公共交通機関のうち桃花台線がもっとも利用者数が多いことや、同住人を対象としたアンケートで同線の存続を望む意見が半数を超えたことなどを挙げ、愛知県に対し桃花台線を存続させることを提言した。
ただし存続させるためにはこれ以上利用者増が期待できないことから、耐用年数を過ぎた現行車両を更新するのではなく、新たに別の安い経費で運行を継続できるシステムへと切り替えることを提案。これによって利用者数に見合う公共交通機関を作り、同線の存続を目指した。同会は現行システムの2両編成化や特殊な専用バス車両を用いたシステムなど、複数のシステムを比較検討。その結果、2005年に愛知万博会場で運行されるトヨタ自動車のIMTS方式がもっとも安い経費で運行できると結論づけた。

## 桃花台線のその後
愛知県は同会の提言を受け、その内容を精査。結果IMTS方式にかかる費用が同会が試算したものよりも大幅に増えることや、その他のシステムについても採算が合わないことを2005年11月22日に発表する。更にトヨタ自動車が参入に対し否定的な見解を示したことから、同会の提言による存続は完全に頓挫。その後愛知県は、2006年3月28日に同線の廃止を発表。同線は2006年10月1日に、正式に廃止された。

## 沿革
- 2004年（平成16年）7月26日 - 第一回開催。
- 2004年（平成16年）11月2日 - 第二回開催。
- 2005年（平成17年）3月15日 - 第三回開催。
- 2005年（平成17年）3月30日 - 提言をまとめ愛知県知事に提出。

## 構成員
- 竹内伝史（岐阜大学地域科学部教授） - 委員長
- 加藤哲男（名古屋産業大学環境情報ビジネス学部教授） - 委員長代理
- 足立政治（監査法人トーマツ名古屋事務所社員） - オブザーバー
- 小川光（名古屋大学大学院経済学研究科助教授）
- 星野雅則（中部運輸局鉄道部監理課長）
- 鵜沢哲也（愛知県庁企画振興部総合交通監）
- 山口薫（愛知県庁企画振興部交通対策課長）
- 小川陵介（愛知県庁建設部住宅企画課長）
- 小林永知（愛知県庁建設部道路維持課長）
- 棚村重三（小牧市役所企画部長）
- 永井修（小牧市役所建設部長）
- 山田久恒（公共交通利用促進協議会長）
- 伊藤秀生（名古屋鉄道株式会社経営企画部部長）
- 成瀬錠一（桃花台新交通株式会社常務取締役）